# شاهزاده الکساندر رومانوف
شاهزاده الکساندر نیکیتیچ رومانوف (۴ نوامبر ۱۹۲۹–۲۲ سپتامبر ۲۰۰۲) عضوی از خانواده رومانوف بود. او پسر شاهزاده نیکیتا الکساندروویچ روسیه و برادرزاده بزرگ نیکلاس دوم روسیه، آخرین تزار، بود.
او که در فرانسه متولد شده بود، در سال ۱۹۳۸ تابعیت بریتانیا را پذیرفت و تا زمان مرگ مادربزرگش، دوشس بزرگ زنیا الکساندرونا، در انگلستان زندگی کرد. سال بعد، شاهزاده الکساندر نیکیتیچ اولین عضو خانواده رومانوف بود که پس از انقلاب از روسیه دیدن کرد.

## زندگی
او در پاریس به دنیا آمد، کوچک‌ترین پسر شاهزاده نیکیتا الکساندروویچ روسیه و همسرش کنتس ماریا ایلاریانووا ورونتزووا-داشکووا، در خانواده‌ای با ریشه‌های اشرافی و پیوندهای تاریخی با دودمان رومانوف. شاهزاده الکساندر نوه دوشس بزرگ زنیا الکساندرووا و دوک بزرگ الکساندر میخائیلوویچ روسیه و برادرزاده بزرگ آخرین امپراتور روسیه، نیکلاس دوم، بود. او سال‌های اولیه زندگی خود را در بریتانیا گذراند و در سال ۱۹۳۸ تابعیت بریتانیایی دریافت کرد. در سن ۱۴ سالگی به پنج زبان مسلط بود. او به جغرافیا، تاریخ و فلسفه علاقه‌مند بود.
در آغاز جنگ جهانی دوم، شاهزاده الکساندر و خانواده‌اش در فرانسه بودند و قادر به بازگشت به بریتانیا نبودند، بنابراین ابتدا به رم و سپس به چکسلواکی برده شدند که منجر به بازگرداندن خانواده به روسیه شد. پس از پایان جنگ، او به بریتانیا بازگشت و سپس برای تحصیل در دانشگاه کلمبیا به ایالات متحده رفت. او در سال ۱۹۵۳ به بریتانیا بازگشت و در همپتون کورت نزد مادربزرگش، دوشس بزرگ، اقامت گزید. او پس از تخریب معبد قدیمی نزدیک کاخ باکینگهام ، به جمع‌آوری کمک مالی برای یک کلیسای ارتدکس جدید کمک کرد. پس از مرگ مادربزرگش در سال ۱۹۶۰، الکساندر نیکیتیچ به نیویورک نقل مکان کرد و در آنجا به عنوان مترجم در یک انتشاراتی، در زمینه تبلیغات و همچنین تحقیقات تاریخی و تبارشناسی مشغول به کار شد.
در ۲۷ مه ۱۹۶۱، او اولین فرزند از خاندان امپراتوری بود که پس از تبعید یا قتل اعضای آن توسط کمونیست‌ها پس از انقلاب اکتبر، به روسیه بازگشت. او موفق شد ویزای پیوستن به گروهی از گردشگران را دریافت کند. در طول اقامتش از مسکو، سن پترزبورگ (اگرچه در آن زمان این شهر لنینگراد نامیده می‌شد) پایتخت سابق امپراتوری روسیه و ملک شاهزادگان یوسوپوف در آرخانگلسکویه، نزدیک مسکو، بازدید کرد.
شاهزاده الکساندر در ۲۳ فوریه ۱۹۷۱ در شهر نیویورک طی یک مراسم رسمی و در ۱۸ ژوئیه ۱۹۷۱ در کن، طی یک مراسم مذهبی با یک پرنسس سیسیلی به نام ماریا «میمی» والگوارنرا (۲۹ نوامبر ۱۹۳۱، پالرمو، ایتالیا - ۲۹ سپتامبر ۲۰۲۳، شهر نیویورک)، دختر کورادو، شاهزاده نیسکمی و کاستلنوو و دوک آرنلا، ازدواج کرد. همسرش قبل از ازدواج به مسیحیت ارتدکس گروید. این زوج در شهر نیویورک و لندن زندگی می‌کردند. آنها فرزندی نداشتند.
در سال ۱۹۷۹، شاهزاده الکساندر نیکیتیچ به عضویت انجمن خانواده رومانوف درآمد. در سال ۱۹۹۲، او در نشست هفت شاهزاده خانواده رومانوف در پاریس شرکت کرد.
شاهزاده الکساندر نیکیتیچ رومانوف پس از یک بیماری کوتاه، در ۲۱ سپتامبر ۲۰۰۲ در لندن درگذشت. جسد او در گورستان مورتلیک سوزانده شد و در آرامگاه اجدادی خانواده همسرش در پالرمو به خاک سپرده شد.